# Klas Lestander
Klas Ivar Vilhelm Lestander (Arjeplog, 18 april 1931 – aldaar, 12 januari 2023) was een Zweeds biatleet. 

## Carrière
Lestander won tijdens de Olympische Winterspelen 1960 in het Amerikaanse Squaw Valley de gouden medaille op de 20 kilometer individueel, het enige biatlononderdeel tijdens deze spelen. Deze medaille won Lestander door foutloos te schieten.
Hij overleed op 91-jarige leeftijd.

## Resultaten

### Wereldkampioenschappen
| Jaar | Plaats | Resultaten      |
| ---- | ------ | --------------- |
| 1961 | Umeå   | landenwedstrijd |

### Olympische Winterspelen
| Jaar | Plaats       | Resultaten       |
| ---- | ------------ | ---------------- |
| 1960 | Squaw Valley | 20km individueel |